# Maledette piramidi
Maledette piramidi (Pyramids) è il settimo romanzo fantasy comico dello scrittore britannico Terry Pratchett della serie del Mondo Disco e il primo a non fare parte di altri cicli.
Uscito nel 1989, il libro è stato tradotto in italiano da Pier Francesco Paolini ed è stato pubblicato per la prima volta nel 1994 da Sonzogno. Nel 2004 è stato ripubblicato da TEA sulla collana Teadue.

## La Trama
Il giovane Pteppic (pronunciato e spesso scritto Teppic), dopo aver studiato nella Gilda degli Assassini ad Ankh-Morpork, torna nel regno di Djelibeybi (un equivalente dell'antico Egitto nel Mondo Disco) e, in seguito alla morte del padre, diventa faraone.
Il giovane Teppic si trova subito in contrasto con il sommo sacerdote Dios. Il primo cerca di introdurre nel proprio paese le innovazioni che ha conosciuto nella più moderna Ankh-Morpork, mentre il secondo vuole mantenere le tradizioni e, di fatto, occuparsi di governare il regno.
In seguito a vari avvenimenti, Teppic fugge ad Efebe con la giovane Ptraci (o Traci), mentre il regno di Djelibeybi scompare dal Mondo Disco, rendendo confinanti le nazioni di Efebe e Tsort e riaccendendo la rivalità tra i loro abitanti.
Teppic riesce a tornare nel proprio regno, dove tutte le credenze sono nel frattempo diventate vere, riportando in vita tutti i faraoni passati. La Grande Piramide, causa dei sommovimenti, viene distrutta, il sommo sacerdote viene mandato indietro nel tempo, a fondare la religione di cui stava mantenendo la tradizione, e Djelibeybi riprende il proprio posto nel Mondo Disco.

## Edizioni
- Terry Pratchett, Maledette piramidi, traduzione di Pier Francesco Paolini, collana Teadue 1121, TEA, 2004,  p. 304, ISBN 88-502-0487-6.
- Terry Pratchett, Maledette piramidi, collana Romanzi, Sonzogno, 1994, ISBN 88-454-0665-2.
- Terry Pratchett, Maledette piramidi, traduzione di Pier Francesco Paolini, TEA, 2009, 2ª ed.,  p. 290, ISBN 978-88-502-1777-9.